# Annals of Mathematics
De Annals of Mathematics, afgekort: Ann. Math. (Nederlands: Annalen van de wiskunde), ISSN 0003-486X is een van de belangrijkste gespecialiseerde wiskundige vaktijdschriften. Het blad verschijnt tweemaandelijks en wordt gezamenlijk uitgegeven door de Universiteit van Princeton en het Institute for Advanced Study.
De eerste voorloper van het tijdschrift verscheen tussen 1874 en 1883 onder de naam The Analyst. In 1884 verscheen de eerste editie onder de huidige naam met Ormond Stone van de Universiteit van Virginia als de eerste hoofdredacteur. Tussen 1899 en 1911 werden de Annals of Mathematics door Harvard uitgegeven, voordat het blad uiteindelijk in Princeton terechtkwam. Vanaf 1933 treedt het Institute for Advanced Study als mede-uitgever op. 
De opkomst van de Annals tot een van de meest prestigieuze tijdschriften in de wiskunde is nauw verbonden met Solomon Lefschetz, die van 1928 tot 1958 als redacteur aan het blad was verbonden. 
Het blad publiceerde onder meer Andrew Wiles' bewijs van de laatste stelling van Fermat in 1995.
De huidige (2014) redacteuren zijn:
- Charles Fefferman, Princeton
- David Gabai, Princeton
- Nick Katz, Princeton
- Sergiu Klainerman, Princeton
- Richard Taylor, Institute for Advanced Study
- Gang Tian, Princeton